# Новотроїцьке сільське поселення (Старошайговський район)
Новотро́їцьке сільське поселення (рос. Новотроицкое сельское поселение) — муніципальне утворення у складі Старошайговського району Мордовії, Росія. Адміністративний центр — село Новотроїцьке.

## Історія
Станом на 2002 рік існували Інгенер-П'ятинська сільська рада (село Інгенер-П'ятина, присілки Верхня Верченка, Нижня Верченка) та Новотроїцьке сільська рада (село Новотроїцьке, присілок Нова Обуховка).
17 травня 2018 року було ліквідовано Інгенер-П'ятинське сільське поселення (село Інгенер-П'ятина, присілки Верхня Верченка, Нижня Верченка), його територія увійшла до складу Новотроїцького сільського поселення.

## Населення
Населення — 710 осіб (2019, 779 у 2010, 797 у 2002).

## Склад
До складу поселення входять такі населені пункти:
| Населений пункт           | Населення, осіб (2002) | Населення, осіб (2010) |
| ------------------------- | ---------------------- | ---------------------- |
| Верхня Верченка, присілок | 23                     | 10                     |
| Інгенер-П'ятина, село     | 267                    | 249                    |
| Нижня Верченка, присілок  | 5                      | 2                      |
| Нова Обуховка, присілок   | 28                     | 25                     |
| Новотроїцьке, село        | 474                    | 493                    |